# Texto de âncora

A palavra "Wikipedia" é o texto âncora nessa hiperligação

Texto de âncora ou texto âncora é o texto visível e clicável, em uma hiperligação HTML. O termo "âncora" foi usado em versões mais antigas da especificação HTML. para o que é atualmente referido como o elemento, ou <a>. A especificação HTML não tem um termo específico para texto de âncora, mas se refere a ele como "texto que um elemento envolve". Em termos XML (já que HTML é XML), o texto âncora é o conteúdo do elemento, desde que o conteúdo seja texto.
Normalmente, os mecanismos de busca na web analisam textos âncoras de hiperligação em páginas web. As palavras contidas no texto âncora podem determinar a classificação que a página receberá pelos mecanismos de busca. Outros serviços aplicam também os princípios básicos de análise de texto âncora. Por exemplo, motores de busca acadêmicos podem usar o contexto de citação para classificar artigos acadêmicos, e texto âncora de documentos ligados em mapas mentais também podem ser usados.